# كين تايلور (لاعب كرة قدم إنجليزي)
كين تايلور (بالإنجليزية: Ken Taylor)‏ (18 يونيو 1936 في المملكة المتحدة - ) هو لاعب كرة قدم إنجليزي في مركزي الظهير والوسط. لعب مع مانشستر سيتي وBuxton F.C. ‏.